# Championnat de Chine de football 1999
Navigation
Saison 1998 Saison 2000
La saison 1999 du Championnat de Chine de football est la 40e édition de la première division chinoise. Les quatorze meilleures équipes du pays sont regroupées au sein d'une poule unique, où tous les clubs s'affrontent en matchs aller et retour. À la fin du championnat, les deux derniers du classement sont relégués et remplacés par les deux meilleurs clubs de deuxième division.
C'est le club de Shandong Luneng qui remporte la compétition après avoir terminé en tête du classement final, avec un seul point d'avance sur l'un des clubs promus de D2, Liaoning Fushun et trois sur Sichuan Quanxing. C'est le tout premier titre de champion de Chine de l'histoire du club, qui réussit même le doublé en s'imposant en finale de la Coupe de Chine face au Dalian Wanda Shide.
Le tenant du titre, Dalian Wanda Shide, ne termine qu'à la neuvième place du classement, à dix-sept points du nouveau champion.

## Les clubs participants
| - Shandong Luneng - Shanghai Shenhua - Beijing Guoan - Dalian Shide - Tianjin TEDA - Promu de D2 - Guangzhou Songri - Wuhan Hongtao K | - Sichuan Quanxing - Shenzhen Ping'an - Liaoning Fushun - Promu de D2 - Shenyang Haishi - Qingdao Yizhong Hainiu - Chongqing Longxin - Jilin Aodong |

## Compétition
Le barème de points servant à établir les classements se décompose ainsi :
- Victoire : 3 points
- Match nul : 1 point
- Défaite : 0 point

### Classement
| Rang | Équipe                 | Pts | J  | G  | N  | P  | Bp | Bc | Diff |
| ---- | ---------------------- | --- | -- | -- | -- | -- | -- | -- | ---- |
| 1    | Shandong LunengC       | 48  | 26 | 13 | 9  | 4  | 33 | 13 | +20  |
| 2    | Liaoning FushunP       | 47  | 26 | 13 | 8  | 5  | 42 | 24 | +18  |
| 3    | Sichuan Quanxing       | 45  | 26 | 12 | 9  | 5  | 38 | 20 | +18  |
| 4    | Chongqing Longxin      | 40  | 26 | 10 | 10 | 6  | 40 | 27 | +13  |
| 5    | Shanghai Shenhua       | 38  | 26 | 9  | 11 | 6  | 26 | 25 | +1   |
| 6    | Beijing Guoan          | 36  | 26 | 9  | 9  | 8  | 38 | 25 | +13  |
| 7    | Tianjin TEDAP          | 35  | 26 | 8  | 11 | 7  | 32 | 28 | +4   |
| 8    | Jilin Aodong           | 33  | 26 | 8  | 9  | 9  | 27 | 40 | -13  |
| 9    | Dalian Wanda ShideT    | 31  | 26 | 7  | 10 | 9  | 30 | 30 | 0    |
| 10   | Qingdao Yizhong Hainiu | 30  | 26 | 8  | 6  | 12 | 30 | 36 | -6   |
| 11   | Shenyang Haishi        | 28  | 26 | 5  | 13 | 8  | 28 | 32 | -4   |
| 12   | Shenzhen Ping'an       | 28  | 26 | 7  | 7  | 12 | 22 | 39 | -17  |
| 13   | Guangzhou Songri       | 27  | 26 | 7  | 6  | 13 | 24 | 36 | -12  |
| 14   | Wuhan Hongtao K        | 17  | 26 | 3  | 8  | 15 | 18 | 53 | -35  |

|  | Qualification pour la Coupe d'Asie des clubs champions 2000-2001                 |
|  | Qualification pour la Coupe d'Asie des vainqueurs de coupe de football 2000-2001 |
|  | Relégation directe en deuxième division                                          |
|  | T: Tenant du titre C: Vainqueur de la Coupe de Chine P: promu de D2              |

## Bilan de la saison
| Championnat de Chine de football 1999      |                             |
| Champion                                   | Shandong Luneng (1er titre) |
| Coupes et trophées                         |                             |
| Vainqueur de la Coupe de Chine 1999        | Shandong Luneng             |
| Qualifications continentales               |                             |
| Coupe d'Asie des clubs champions 2000-2001 | Shandong Luneng             |
| Coupe des Coupes 2000-2001                 | Dalian Wanda Shide          |
| Promotions et relégations                  |                             |
| Promus en Jia-A League                     | Xiamen Yuanhua              |
| Promus en Jia-A League                     | Yunnan Hongta               |
| Relégués en China League                   | Guangzhou Songri            |
| Relégués en China League                   | Wuhan Hongtao K             |